# Тирневіца (Арад)
Тирневіца (рум. Târnăvița) — село у повіті Арад в Румунії. Входить до складу комуни Хелмеджел.
Село розташоване на відстані 336 км на північний захід від Бухареста, 103 км на схід від Арада, 92 км на південний захід від Клуж-Напоки, 122 км на північний схід від Тімішоари.

## Населення
За даними перепису населення 2002 року у селі проживали 219 осіб, усі — румуни. Усі жителі села рідною мовою назвали румунську.